# Aidonia (Gräberfeld)

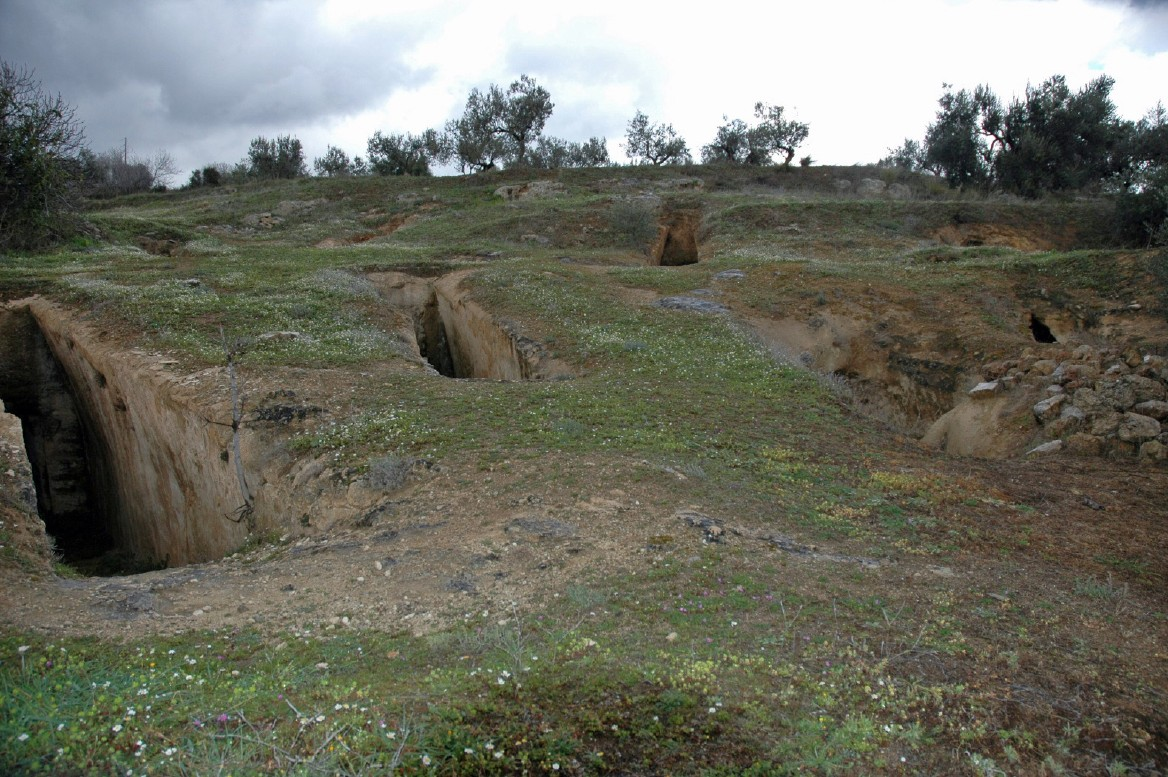
Das mykenische Gräberfeld von Aidonia

Das Gräberfeld von Aidonia (griechisch Αηδόνια), auch Gournospilia (griechisch Γουρνοσπηλιά = Schweinehöhle) genannt, bei dem Ort Aidonia in der griechischen Gemeinde Nemea (Präfektur Korinthia) auf der Peloponnes ist ein umfangreicher Friedhof aus mykenischer Zeit.
Der Ort in der Nähe von Petri (etwa 17 km nordwestlich von Nemea) wird mit dem homerischen Araithyrea (altgriechisch Αραιθυρέη) identifiziert. Ein dort gefundenes Gräberfeld aus dem 15.–13. Jahrhundert v. Chr. umfasst bisher 24 Kammergräber, die meisten mit monumentalem Zugang (Dromos). Ein weiteres Schachtgrab, in dem das Skelett eines Pferdes ohne Kopf gefunden wurde, erinnert an Bestattungsgebräuche im minoischen Kreta. Die Funde zeigen, dass die hier Bestatteten von hohem sozialen Rang waren und enge Beziehungen mit Mykene und der übrigen Argolis hatten. Zahlreiche Keramikfunde (270 Gefäße, Scherben und Figuren) geben wertvolle Hinweise zur Datierung.

## Erforschung
1971 stürzte ein Bauer auf einem Esel auf seinem Feld in ein Loch. Es hatte sich gebildet als die Decke eines sich unter dem Boden des Feldes befindliche Kammergrabes eingestürzt war. Anstatt den Fund zu melden, begann der Bauer das Grab auszurauben. Es wurden noch weitere Grabräuber auf den Friedhof aufmerksam, die systematisch Gräber plünderten. Anscheinend gingen die Behörden Hinweisen auf die Plünderungen zunächst nicht nach. Erst im November 1977 reagierten die Behörden und stellten einen Wachmann ab, um weiteren Raub zu unterbinden und im folgenden Juni begannen Ausgrabungen unter der Leitung der Archäologin Kalliopi Krystalli-Votsi. Bis 1980 entdeckte man insgesamt 20 Gräber: 17 Kammergräber, ein Schachtgrab und zwei unfertige Gräber, die nur aus einem Dromos bestanden. Hierbei stellte man fest, dass 15 der Kammergräber geplündert waren. Man hatte nicht nur Schätze entwendet, sondern auch die Fundlage, aus der Archäologen Rückschlüsse über die zeitliche Abfolge der Grabnutzung schließen können, für zurückgelassene Gegenstände gestört. Glücklicherweise blieb ein Grabschacht in einem Grab mit reichen Funden unentdeckt. Ab 1984 wurden die Funde im Archäologischen Museum von Nemea ausgestellt. Seit 2016 werden weiter Grabungen unter Konstantinos Kissas vorgenommen. 1999 entdeckte man bei einer Oberflächenprospektion die zu dem Friedhof gehörige Siedlung auf einem gegenüberliegenden Hügel. 2002 führte man Notgrabungen durch und 2007 und 2011 kam es zu weiteren Raubgrabungen. 2014 und 2015 führte man Voruntersuchungen durch und ab 2016 grub man innerhalb des TAPHOS-Projekts (Tombs of Aidonia Preservation Heritage and explOration Synergasia) weitere Gräber aus. Im Oktober 2018 wurde die Entdeckung eines weiteren Kammergrabes bekannt gegeben und im August des folgenden Jahres von zwei weiteren. Seit 2016 hat man sieben neue Gräber entdeckt, die mit den Nummern 100 bis 106 bezeichnet werden.

## Rückkehr des Diebesgut
1993 plante der amerikanische Galerist Michael Ward aus Manhattan einen mykenischen Schatz mit einem Mindestgebot von 1,5 Millionen Dollar zu versteigern. Michael Ward soll daraufhin eine Anfrage an die griechischen Regierung gesendet haben, um zu erfahren ob der Schatz als gestohlen galt. Dies soll verneint worden sein. Nun gab Ward die Erstellung eines Begleitkatalogs in Auftrag zu der John H. Betts, ein britischer Professor für Archäologie und Experte für mykenische Kunst, die Einleitung schrieb. Er schrieb, dass es sich um eine homogene Sammlung, die vermutlich aus einem Grab oder einem Friedhof wie denen von Dendra, Mykene oder Asine stammen müsste. Als der Schatz bekannt wurde, war der Fachwelt schnell klar, dass es sich um geraubte Schätze aus Aidonia handeln könnte und schaltete die griechischen Behörden ein. Auf die Tatsache, dass Betts als Experte hierauf noch nicht hingewiesen hatte reagierte man mit Unverständnis.
Es wurde ein griechisches Komitee aus Archäologen gebildet, die den Sachverhalt untersuchen sollte. Hierbei kam den Funden aus Aidonia, die sich im Archäologischen Museum von Nemea befanden eine Schlüsselrolle zu. Es konnte gezeigt werden, dass die Fundstücke aus dem Schatz und aus dem Museum sehr ähnlich waren und zum Teil aus der gleichen Werkstatt stammen musste. Nun reichte man Klage auf Herausgabe des Schatzes ein. Michael Ward war jedoch Mitglied des U.S. Cultural Property Advisory Committee, das sich mit der Rückgabe von gestohlenen Kulturgütern beschäftigt, unter der Regierung von Präsident George H. W. Bush. Aus diesem Grund war ihm eine außergerichtliche Einigung mit dem griechischen Staat wichtig. Ward erklärte sich im Dezember 1993 damit einverstanden, den Schatz der Society for the Preservation of the Greek Heritage zu übergeben, welche ihn ihrerseits am 26. Januar 1996 Griechenland zurückgab. Durch diese Einigung wurde jedoch nie untersucht, wie Ward in den Besitz des Diebesgutes kam. Nach eigenen Angaben erhielt er es von einem europäischen Sammler.
Der Schatz wurde noch vom 10. Januar bis zum 2. Februar im Washingtoner Kapitol ausgestellt, bevor er am 4. Februar nach Athen gebracht und im Archäologisches Nationalmuseum präsentiert und ausgestellt wurde. Vom 9. November 1998 bis zum 28. Februar 1999 war er in einer Ausstellung im neu gegründeten Hellenic Antiquities Museum in Melbourne zu sehen. Seit 2000 befinden sich alle Funde aus Aidonia im Archäologischen Museum von Nemea.

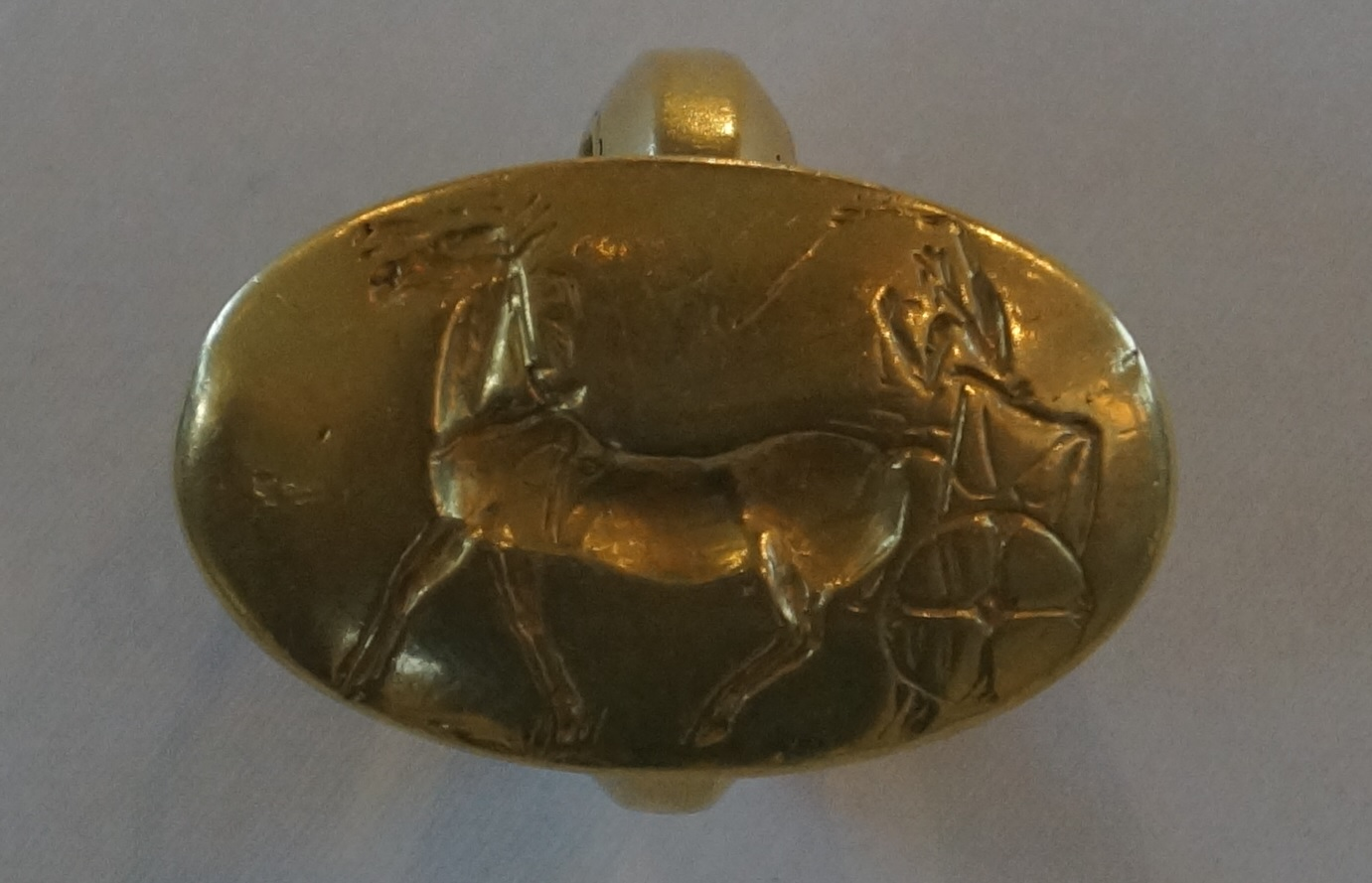
Goldener Siegelring MN 1005

## Der zurückgekehrte Schatz

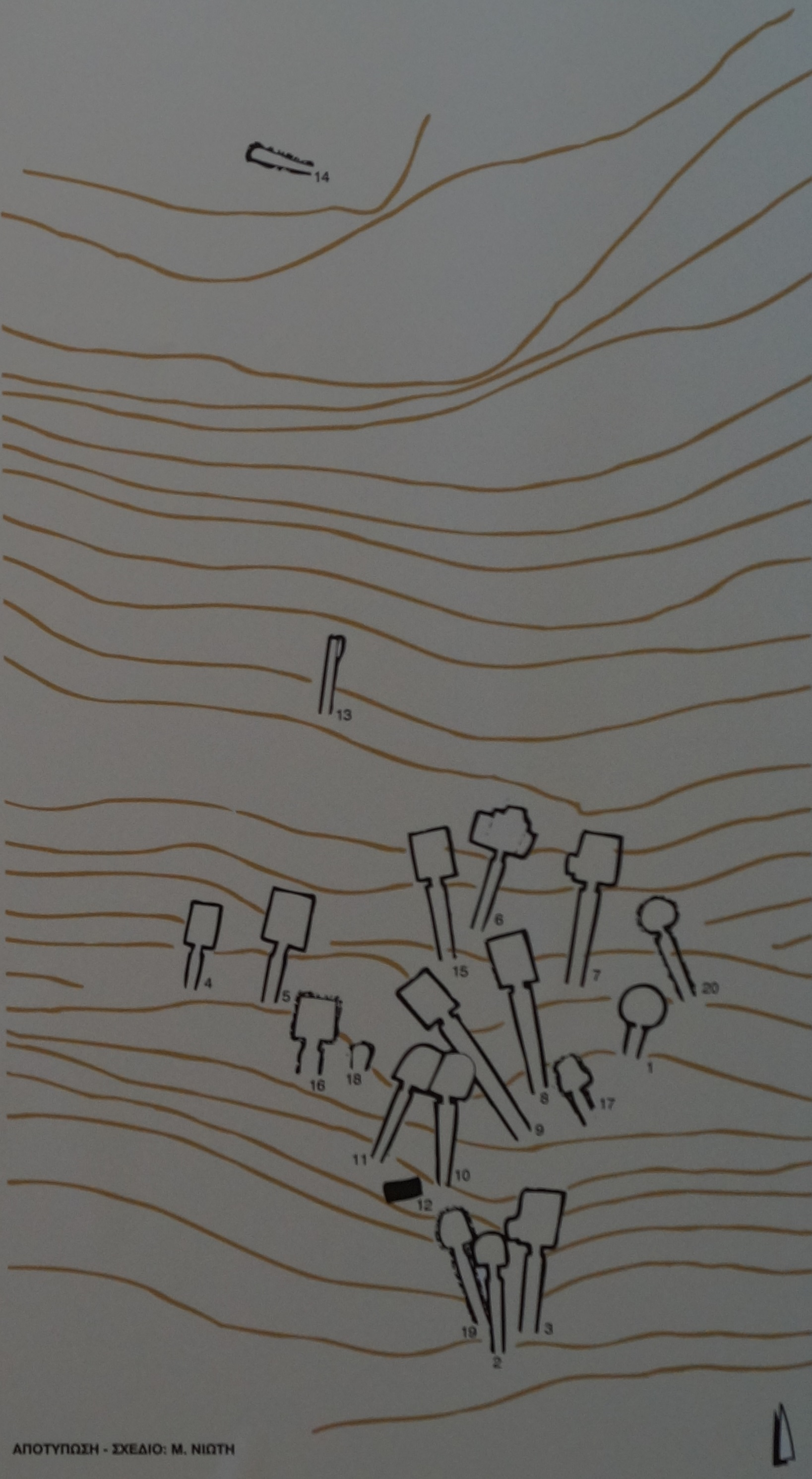
Plan des Friedhofs

Der von Michael Ward angebotene Schatz bestand aus 312 einzelnen Objekten und datierte hauptsächlich aus dem 15. bis 13. Jahrhundert v. Chr. Hierbei handelte es sich um zwei goldene Siegelringe, drei Fingerringe, drei Siegelsteine, 13 Goldornamente, 25 goldene Perlen, ein goldener Knopf, 234 Perlen zweier Halsketten aus Amethyst und weißem und hellblauem Glas, zwei Perlen aus Bernstein, zwei Perlen aus Amethyst, vier Perlen aus Karneol, sechs Perlen aus Fayence, sechs Perlen aus Glas, neun sogenannte Konuli aus Steatit, ein Pistill aus Konglomerat und eine Ahle aus Bronze.

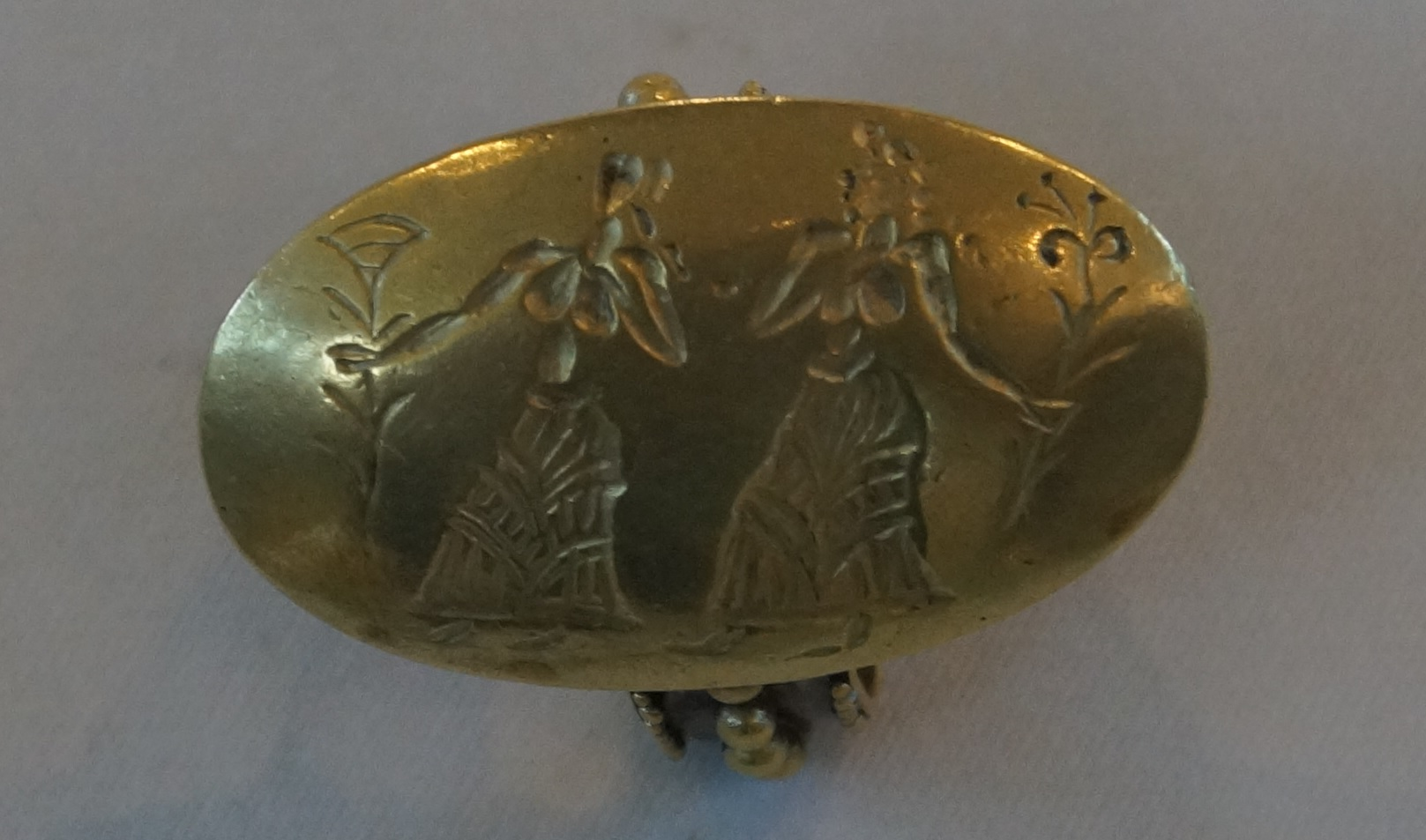
Goldener Siegelring MN 1006

Der goldene Siegelring MN 1005 ist mit einer ovalen Platte von 3,3 cm Breite und 2,1 cm Höhe einer der größten bisher bekannten mykenischen Ringen und wurde um 1500 v. Chr. geschaffen. Er wiegt 24,3 g. Auf ihm ist ein Streitwagen, der von zwei Pferden gezogen wird, abgebildet. Der Wagenlenker hält in der rechten Hand sie Zügel und in der linken eine Gerte. Die Abbildung erinnert an den goldenen Siegelring NAMA 240 aus Grab IV des Gräberrund A in Mykene.
Der goldene Siegelring MN 1006 wiegt etwa 10 g und wurde ebenfalls um 1500 v. Chr. hergestellt. Die ovale Platte misst 1,75 × 2,9 cm. Der Rings wurde mit drei Reihen von Granulation verziert. Auf der Platte ist eine religiöse Szene mit zwei Frauen in mykenischer Tracht abgebildet. Die linke trägt in ihrer rechten Hand eine Papyruspflanze während sie die linke in ritueller Geste zum Hals führt. Die rechte hält in ihrer linken Hand eine Lilie und führt die rechte zum Hals. Die Szene erinnert an die beiden Siegelringe aus Grabschacht 1 in Grab 7 von Aidonia.

## Beschreibung des Gräberfeldes
Bisher wurden 22 Kammergräber, ein Schachtgrab und ein nur aus einem Dromos bestehendes Grab entdeckt. Die Gräber wurden in den anstehenden Fels geschlagen. Da das Gelände nach Süden abfällt verlaufen die Dromoi in etwa von Süd nach Nord. Die meisten Kammergräber hatten eine rechteckige Grabkammer mit Giebeldecke. Man stellte gelegentlich auch einen Firstbalken dar, so dass man davon ausgeht, dass hier ein Giebeldach eines Hauses imitiert wurde. Die Gräber wurden über längere Zeit verwendet, wobei die Knochen zusammen mit den Grabbeigaben älterer Beisetzungen einfach zur Seite geschoben oder in Grabschächte verbracht wurden. Die Grabschächte wurden meist mit Steinplatten verschlossen. In manchen Kammern gab es in den Fels gehauenen Bänke, auf denen Grabbeigaben abgestellt wurden. Zum Teil gab es auch Nischen, die für Beisetzungen genutzt wurden. Sie wurden genauso wie die Eingänge mit unbehauenen Steinen zugemauert.
Der Zugang zum Friedhof von Aidonia erfolgt von Westen. Er wird in drei Teile geteilt: den oberen, mittleren und unteren Friedhof. Nur Grab 14 liegt außerhalb dieses Bereichs etwa 50 m nördlich des oberen Friedhofs.

### Grab 13
Zunächst erreicht man Grab 13. Es besteht nur aus einem etwa 8 m langen Dromos mit Scheintür.

### Grab 6
Etwa 25 m südöstlich von Grab 13 liegt Grab 6. Sein Dromos ist etwa 7,25 m lang und hat nur leicht nach innen geneigte Wände. Sein Stomion ist etwa 1,60 m hoch, 0,60 m breit und 1,15 m lang. Die Grabkammer hat einen rechteckigen Grundriss von 3,40 × 3,20 m mit Giebeldecke und jeweils im Norden, Westen und Osten eine große bodentiefe Nische. Innerhalb der Grabkammer fand man drei nur etwa 0,30 m tiefe Grabschächte mit jeweils einer Beisetzung und einen leeren Grabschacht in der westlichen Nische. Obwohl das Grab in den 1970er Jahren geplündert wurde, fand man noch zahlreiche Keramik anhand die Nutzungsphase ins 15. bis 13. Jahrhundert v. Chr. datiert werden konnte. Außerdem fand man eine Pinzette und eine Nadel aus Bronze. Es waren auch noch die untersten Schichten der Mauer mit der der Eingang einst verschlossen war vorhanden.

### Grab 15
Der Dromos von Grab 15 beginnt nur etwa 5 m südlich von Grab 6. Er ist etwa 8 m lang und seine Wände sind nach oben steiler nach innen geneigt. Der Stomion ist etwa 1 m lang und die Kammer misst etwa 4 × 5 m und hat eine Giebeldecke. In der Nordwand gibt es eine kleine und in der Westwand zwei sehr kleine Nischen. Der Handwerker, der in der Antike einen Riss im Gestein mit Ton kaschierte, hinterließ seine Fingerabdrücke. In der Grabkammer fand man vier flache Grabschächte. In dem beraubten Grab fand man zahlreiche Grabbeigaben: ein Krug mit abgeschnittenem Ausguss, eine Bügelkanne, eine flache, einhenkelige Tasse, zwei Phi-Figuren, drei Psi-Figuren, jeweils eine Pyxis aus Alabaster und Elfenbein, eine Elfenbeinspindel, ein Skarabäussiegel mit linearer Dekoration, ein Zylindersiegel aus Fayence, eine Halskette aus Glasperlen, ein halbmondförmiges Pendant aus Steatit, Karneolperlen, eine bikonische Fayenceperle, eine mandelförmige Karneolperle, ein Goldring, Steatitperlen in Form von Papyrus und sogenannte Konuli aus Steatit.

### Grab 7
Der Zugang zu Grab 7 befindet sich etwa 12 m östlich von Grab 15. Der Dromos ist etwa 9,5 m lang und seine Wände sind nach innen geneigt. Der etwa rechteckige Eingang ist etwa 1 m breit, 1,90 m hoch und 1 m lang. Der Stomion war ursprünglich komplett mit groben Steinen gefüllt. Die Grabräuber hatten jedoch den oberen Teil entfernt, um sich Zugang zu verschaffen. Die rechteckige Grabkammer war etwa 5 m lang, 3,75 m breit und bis zu 3 m hoch, hatte eine giebelförmige Decke und im Westen eine große Nische. In der Grabkammer gab es drei flache Grabschächte. Grabschacht 1, der sich westlich der Tür befindet entging der Plünderung. In ihm fand man besonders wertvolle Grabbeigaben einer Sekundärbestattung aus dem 14.–13. Jahrhundert v. Chr.: drei goldene Siegelringe, ein goldener Ring, Silberring mit Eisen, 16 Rosetten aus Goldblech, verschiedene Goldornamente und Goldperlen, Perlen aus Glas, Steatit und Fayence, Siegelsteine aus Karneol, Achat und Lapislazuli, Konuli aus Steatit, ein Krug mit abgeschnittenem Ausguss, zwei Phi-Figuren und ein Tieridol.
Da der zurückgeführte Schatz große Ähnlichkeit mit den Funden aus Grabschacht 1 aufweist vermutet man, dass er zumindest größtenteils aus Grab 7 stammte. Diese Ähnlichkeit war ja auch die Argumentationsgrundlage dafür, dass der Schatz aus Aidonia geraubt worden war.

### Grab 20
Etwa 10 m östlich von Grab 7 liegt das östlichste Grab oberen Friedhofs. Der Dromos ist 7,20 m lang und die runde Kammer hatte einen Durchmesser von etwa 3 m. Die Decke der Kammer war bereits in der Antike eingestürzt und so blieb das Grab ungeplündert. In drei Meter Tiefe fand man eine Sekundärbestattung mit fünf Ohrringen aus Eisen, die bisher noch nicht genau datiert werden konnte. Ein Meter tiefer entdeckte man die Primärbestattung aus dem Späthelladikum III A (14.–13. Jahrhundert v. Chr.). Als Grabbeigaben fand man vier Bügelkannen, ein bemalter und ein unbemalter Krug, eine bemalte Pithamphore mit drei Henkeln, ein Miniaturkrug und drei Psi-Figuren.

### Grab 1

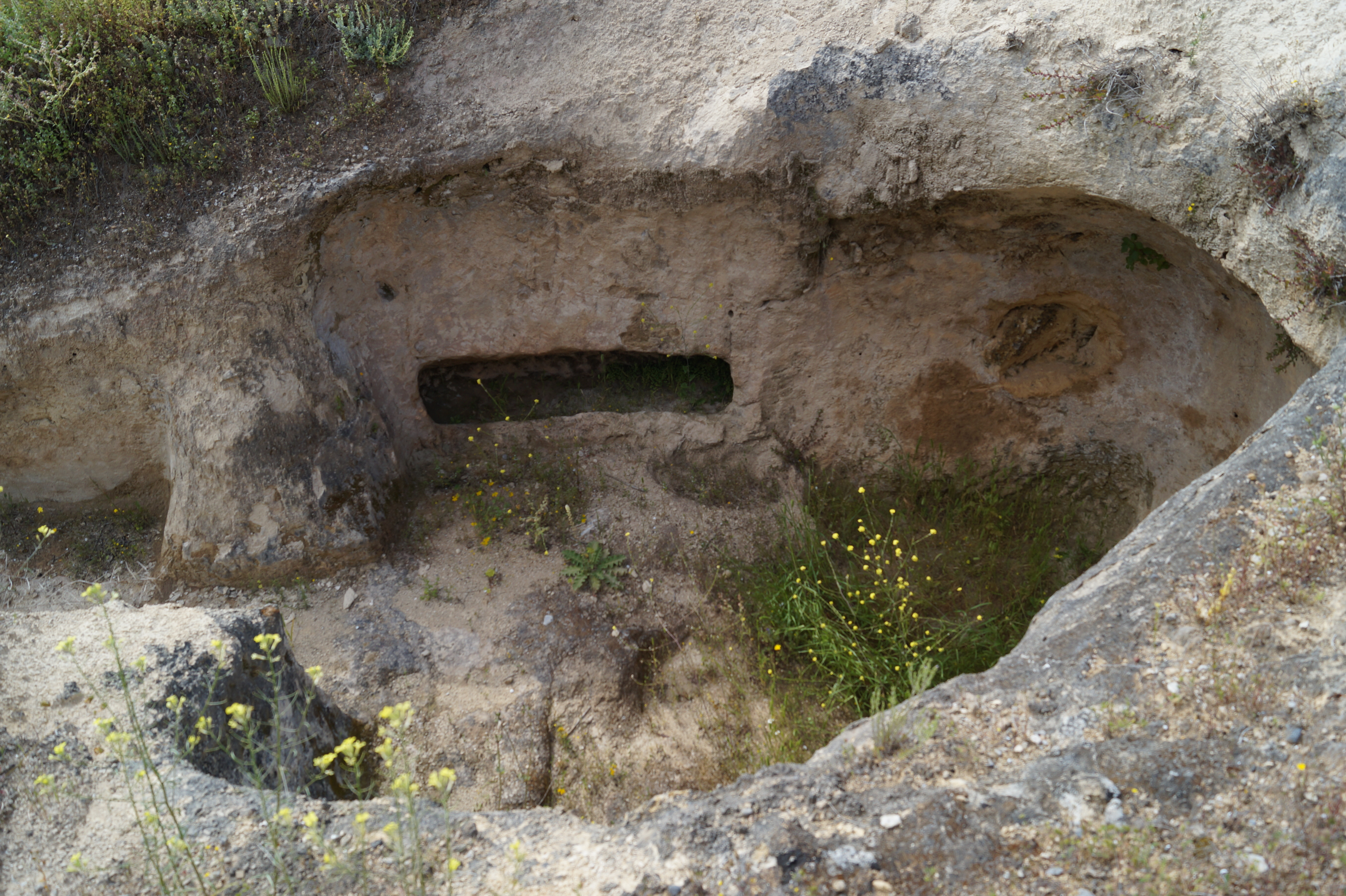
Eingestürzte Grabkammer von Grab 17

5 m südwestlich des südlichen Endes von Grab 20 befindet sich der Zugang zu Grab 1. Es hat mit etwa 3,50 m einen kurzen Dromos. Auch der Stomion beträgt nur etwa 0,5 m und die runde Grabkammer hat einen Durchmesser von ungefähr 4 m. Im westlichen Teil der Grabkammer hat man eine Bank in die Fels gehauen. Die Grabräuber hatten eine unbemalte Pithamphore und ein Miniaturalabastron und Konuli (14.–13. Jahrhundert v. Chr.) zurückgelassen.

### Grab 17

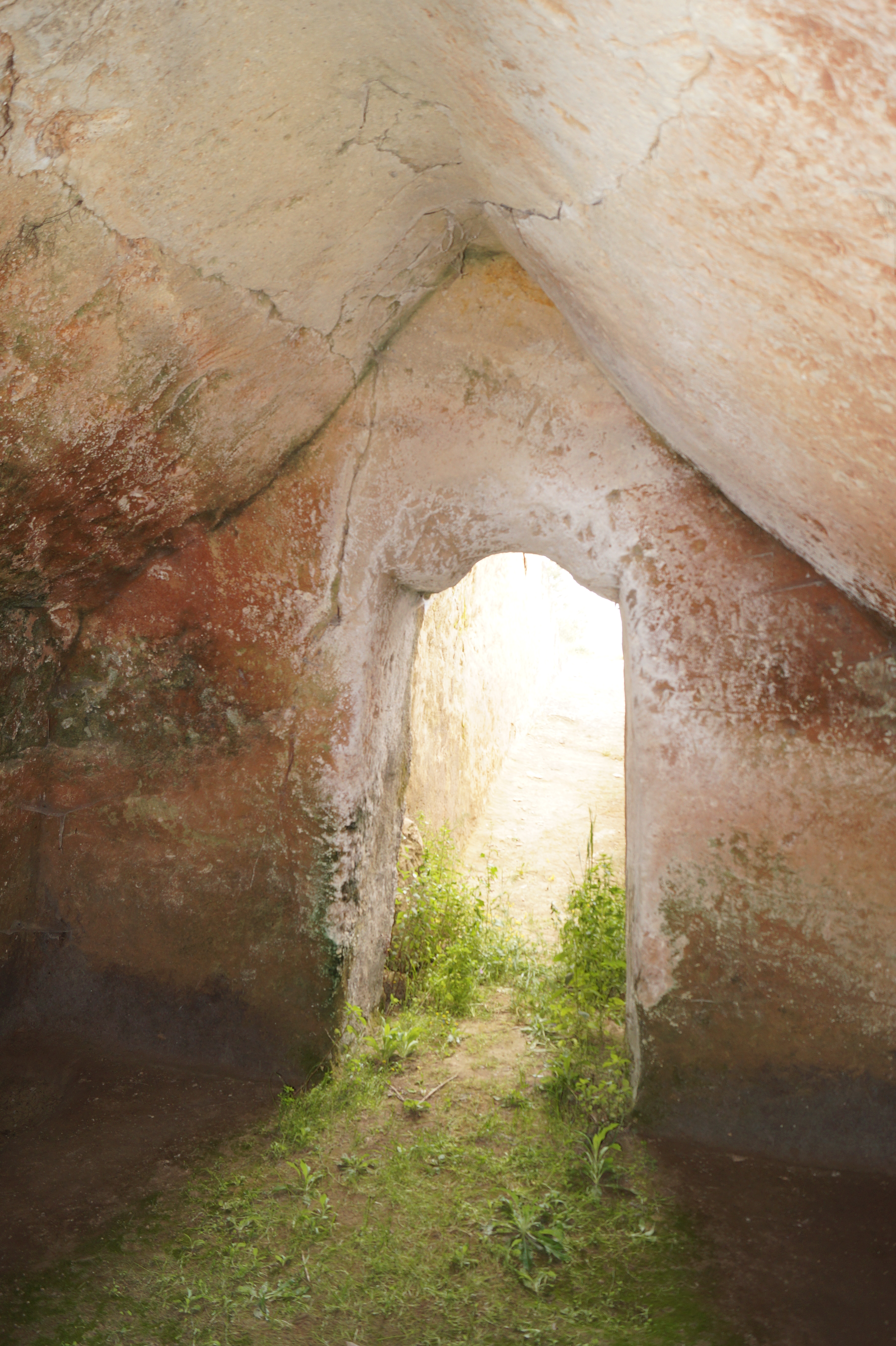
Kammer von Grab 8

5 m südwestlich von Grab 1 befindet sich Grab 17. Hierbei handelt es sich möglicherweise um das Grab in das der Bauer im Jahre 1971 stürzte. Es hatte einen kurzen Dromos von etwa 3–4 m. Die eingestürzte Grabkammer war rechteckig von etwa 3 × 2 m und hatte im Norden eine große, bodentiefe Nische von etwa 2,50 × 2 m. In der Westwand gab es eine Grabnische, die gerade so groß war, dass ein Leichnam darin abgelegt werden konnte.

### Grab 8

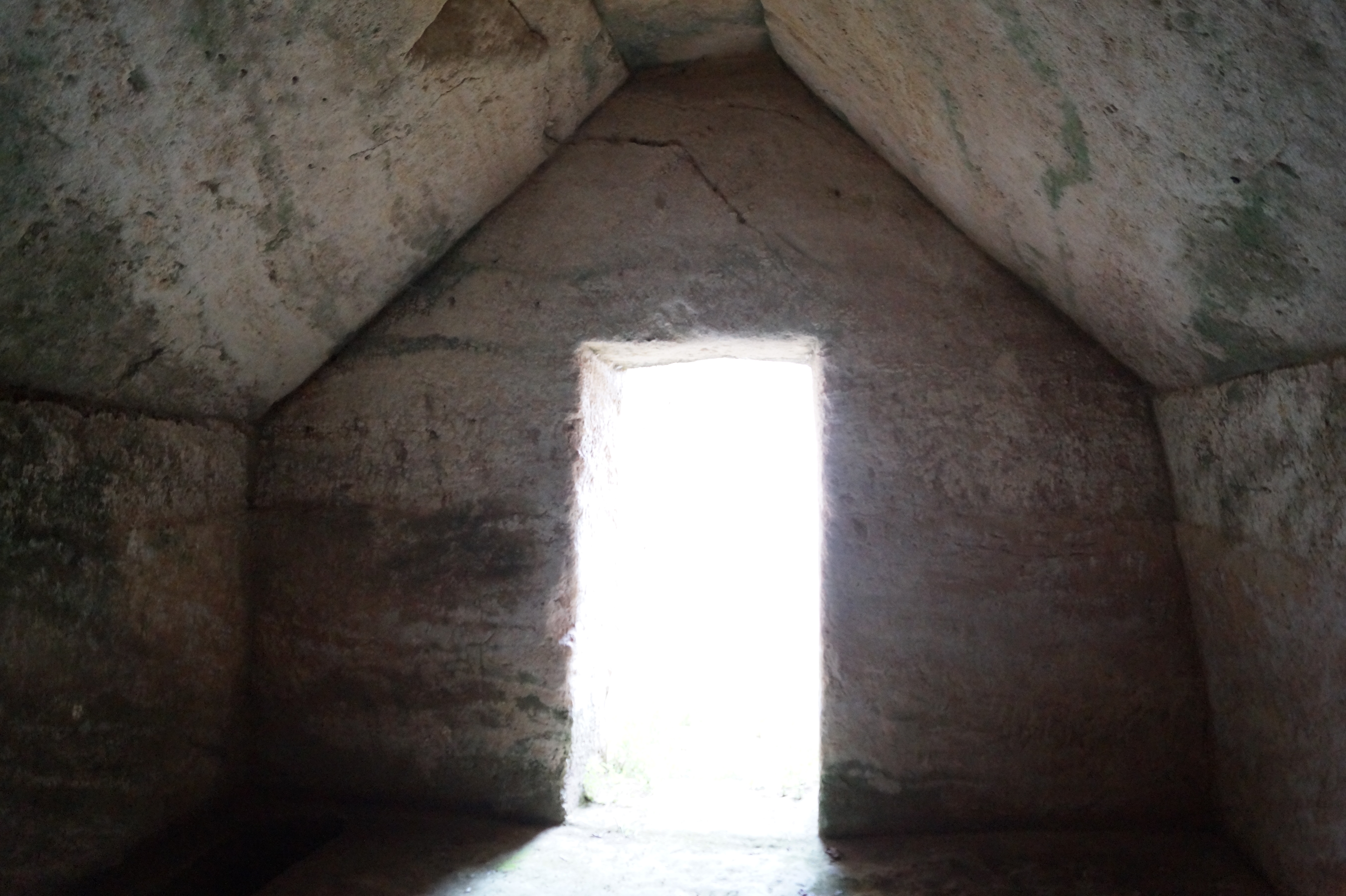
Kammer von Grab 9

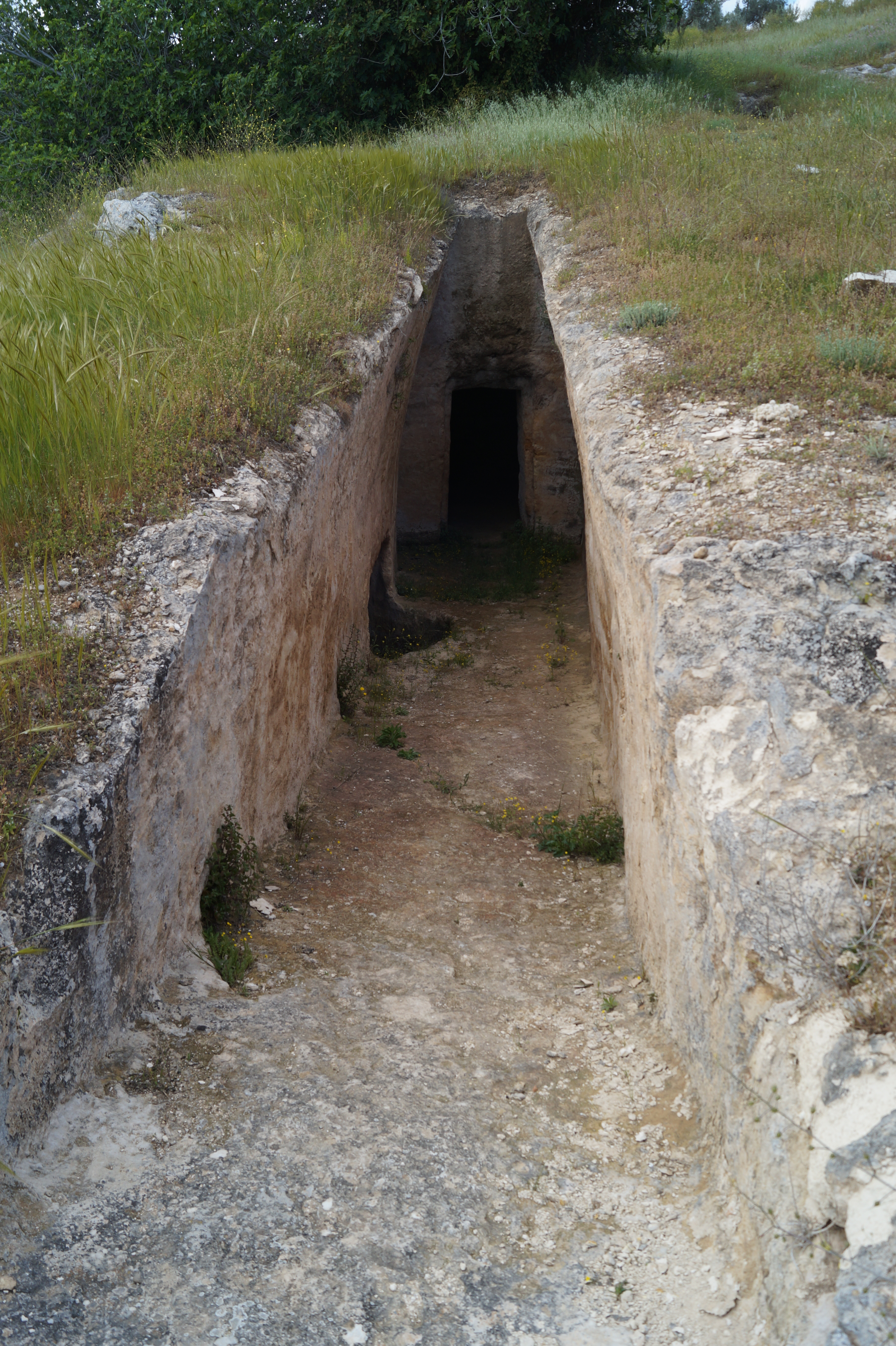
Dromos von Grab 9

Der etwa 10 m lange Dromos von Grab 8 beginnt etwa 5 m westlich von Grab 17. Der Türsturz des Eingangs ist geschwungen und der Stomion ist nur etwa 0,50 m lang. Die Rechteckige Grabkammer ist etwa 3,50 m breit und 5 m lang und hat eine Giebeldecke. Die wenigen Funde aus dem 15.–13. Jahrhundert v. Chr., die die Grabräuber zurückgelassen haben lassen ahnen, dass die Grabbeigaben ähnlich reich waren wie in Grab 7. So fand man neben einigen Keramikgefäßen ein linsenförmiges Siegel aus Karneol, bikonische Perlen aus Fayence, ein Amulett in Form eines Granatapfels aus Elfenbein, 10 Konuli aus Steatit, Perlen in Form von Papyrus aus Steatit und Perlen aus Amethyst. Man geht davon aus, dass die Stücke, die aus diesem Grab und aus Grab 9 entwendet wurden sich noch im Besitz eines Sammlers befinden und irgendwann auf den Antikenmarkt gelangen werden.

### Grab 9
Etwa 6 m südlich von Grab 8 liegt Grab 9. Es hat mit etwa 14 m längen den längsten Dromos. Beim Bau der Grabkammer von Grab 10 kam es vermutlich aus Versehen dazu, dass diese den Dromos von Grab 9 an schnitt und somit mit ihm verbunden ist. Der Eingang von Grab 9 ist aufwendig gestaltet und durch den etwa 0,50 m langen Stomion gelangt man in die rechteckige, 4 × 5 m große Grabkammer. Die Decke ist in Form eines Giebeldachs angelegt und sogar der Firstbalken wurde nachgeahmt. Rechts neben der Tür wurde ein Grabschacht ganz akkurat in den Boden eingetieft. Die aufwendige Ausführung des Grabs und die wenigen hochwertigen Funde lassen vermuten, dass Grab 9 das reichste von Aidonia war. So fand man ein mit Gold überzogenes Elfenbeinornament in Form einer Rosette, eine Bronzenadel, eine bronzene Pfeilspitze und hochwertige Keramik. Anhand den Funden kann das Grab ins 15.–13. Jahrhundert v. Chr. datiert werden.

### Grab 10
Der Zugang zum benachbarten Grab 10 liegt etwa 9 m südwestlich von Grab 9. Der Dromos misst etwa 9 m in der Länge und die Fassade ähnelt der von Grab 9. Durch den 0,5 m langen Stomion gelangt man in die rechteckige Kammer mit apsidialer Rückwand. Sie misst etwa 5 × 3,50 m und hat in der Mitte einen Grabschacht. An der Nordostecke ist sie mit dem Dromos von Grab 9 verbunden und im Westen gibt es einen kleinen und einen großen Durchbruch zu Grab 11. Diese Verbindungen waren vermutlich nicht beabsichtigt. Anhand der aufgefundenen Keramik lässt sich das Grab in die Zeit vom 14. bis zum 13. Jahrhundert v. Chr. datieren.

### Grab 11
Etwa 7 m westlich von Grab 10 liegt Grab 11. Über den etwa 8 m langen Dromos und den 0,75 m langen Stomion gelangt man in die Grabkammer. Sie hat in etwa die Form der Kammer von Grab 10 ist aber mit 4,50 m Länge und 3 m Breite etwas kleiner. Beim Bau von Grab 10 entstanden zwei Durchbrüche zu diesem. An der Rückwand sind noch Bearbeitungsspuren der zum Bau der Grabkammer verwendeten Werkzeuge zu sehen. Auf dem Boden der Kammer fand man Knochen und hochwertige Keramik und zur Seite geschobene Knochen früherer Beisetzungen.

### Grab 12
Zwischen den Dromoi von Grab 10 und 11 fand man das Schachtgrab 12. Es ist 3,40 m lang und 1,55–160 m breit und 5,25 m tief in den Fels gegraben. Es wurde nicht von den Grabräubern geplündert. So fand man in 1,25 m Tiefe ein kopfloses Pferdeskelett, das als Opfer dargebracht wurde. In 3 m Tiefe gab es eine Nische von 2,85 m Breite, 1,50 m Tiefe und 1,25 m Höhe. In der Nische, die mit einer Mauer aus groben Feldsteinen verschlossen war, fand man ein Skelett. Zwei weitere Begräbnisse fand man unterhalb des Pferdeskeletts in verschiedenen Tiefen. Im Boden des Schachtgrabs fand man zwei Grabschächte, in denen jeweils ein weiterer Leichnam bestattet war. Wie die reichen Funde belegen war Grab 12 ein Familiengrab einer reichen Familie. Es wurde vom 15. bis zum 13. Jahrhundert genutzt.

### Grab 18
Etwa 7 m nördlich von Grab 11 befindet sich das eingestürzte Grab 18. Es befindet sich in schlechtem Erhaltungszustand hat nur einen kurzen Dromos von etwa 2 m. Auch die Kammer ist nur etwa 2 m lang und 1 m breit.

### Grab 16

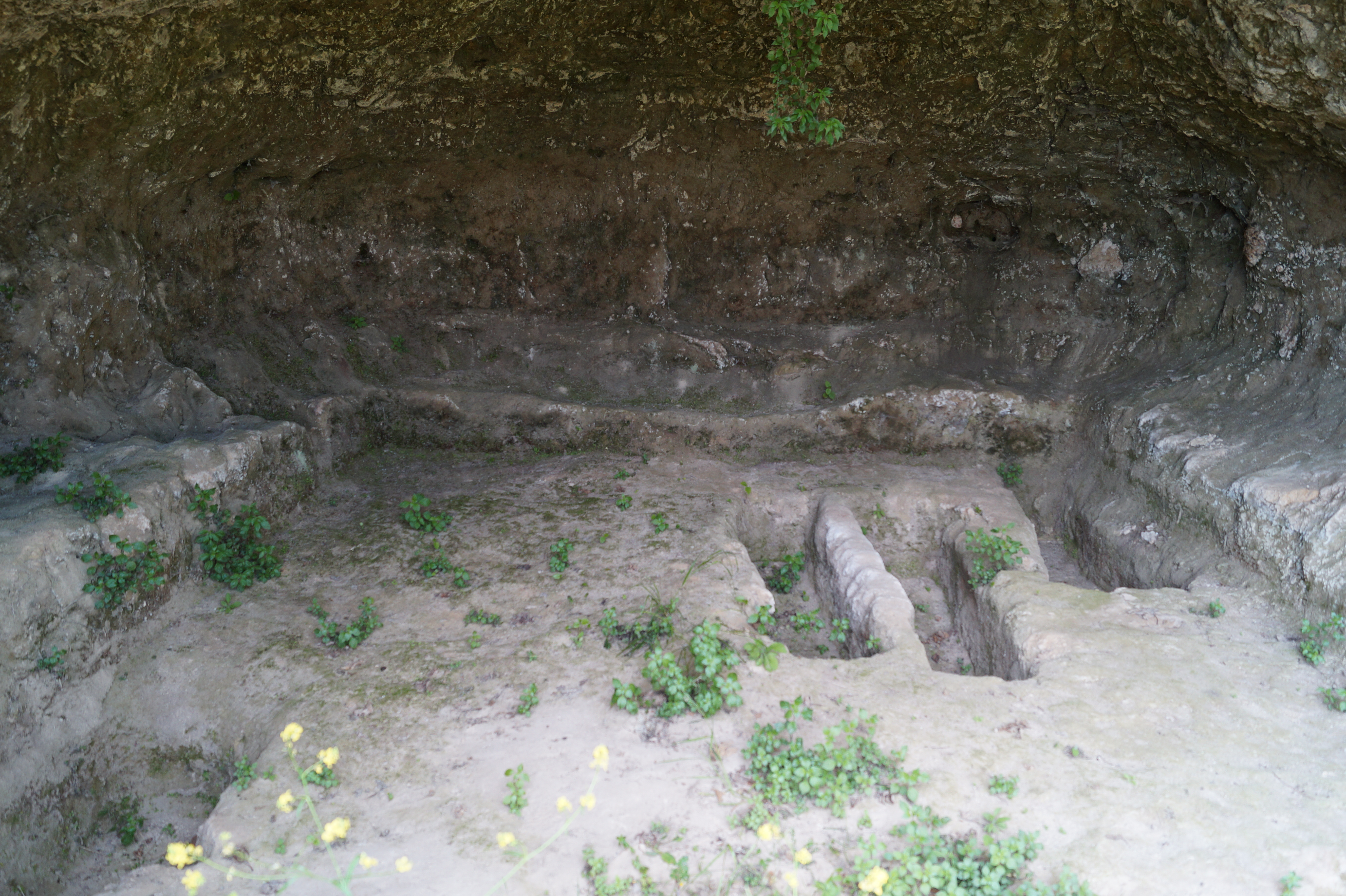
Kammer von Grab 5

5 m nördlich von Grab 18 befindet sich Grab 16. Der Dromos ist nur noch zu etwa 2 m erhalten. Der Stomion war etwa 0,75 m lang und die heute eingestürzte Kammer hatte eine Größe von etwa 4 × 4 m. In die Seitenwände waren Bänke gehauen. Als Grabbeigaben fand man Konuli, Steatitperlen in Form von Papyrusdolden, eine kleine Bügelkanne, einen gedrückt-flachen Alabastron, eine handgemachte Miniaturhydria und ein Bronzemeißel.

### Grab 5
8 m westlich liegt der Zugang zu Grab 5 aus dem 15. Jahrhundert v. Chr. Es hat einen 5 m langen Dromos, der Stomion ist etwa 1 m lang und die rechteckige Kammer misst etwa 4 × 5 m und ist teilweise eingestürzt. In die Wand ist eine Bank, die einmal um die Grabkammer verläuft, in den Fels geschlagen. In den Boden wurden fünf Grabschächte eingetieft. Als Beigaben fand man Konuli, Steatitperlen in Form von Papyrusdolden, sphärische Perle aus Karneol und eine goldene Perle mit einer Kombination einer Lilie, eines Efeublatts und sphärische Formen.

### Grab 4
Das ungeplünderte Grab 4 aus dem 15.–13. Jahrhundert v. Chr. liegt 6 m westlich von Grab 5. Es hat einen kurzen Dromos von 4 m Länge und 1,10 m Breite. Der 1 m lange, 0,95 m breite und 1,50 m hohe Stomion war mit einer Mauer aus unbearbeiteten Feldsteinen verschlossen. Die rechteckige Kammer ist 3 m breit, 4 m lang und 2 m hoch. Auf dem Kammerboden fand man die Überreste von 8 Leichnamen. Als Grabbeigaben fand man Konuli, Steatitperlen in Form von Papyrusdolden, drei Tau-Figuren, eine kleine und eine große einhenkelige Tasse, zwei Krüge, zwei Kilikes, ein kurzes Bronzeschwert und eine Ahle aus Bronze.

### Grab 19
Der Zugang zu Grab 19, das sich im unteren Friedhof befindet, befindet sich etwa 15 m südlich von Schachtgrab 12. Es stammt aus dem 14.–13. Jahrhundert v. Chr., der Dromos ist 7 m und der Stomion 1 m lang. Die rechteckige Kammer hat im Norden einen apsidialen Abschluss und misst 3 × 4 m. Man fand hier drei kleine Bügelkannen, ein Hydria-Rhyton und Konuli.

### Grab 2

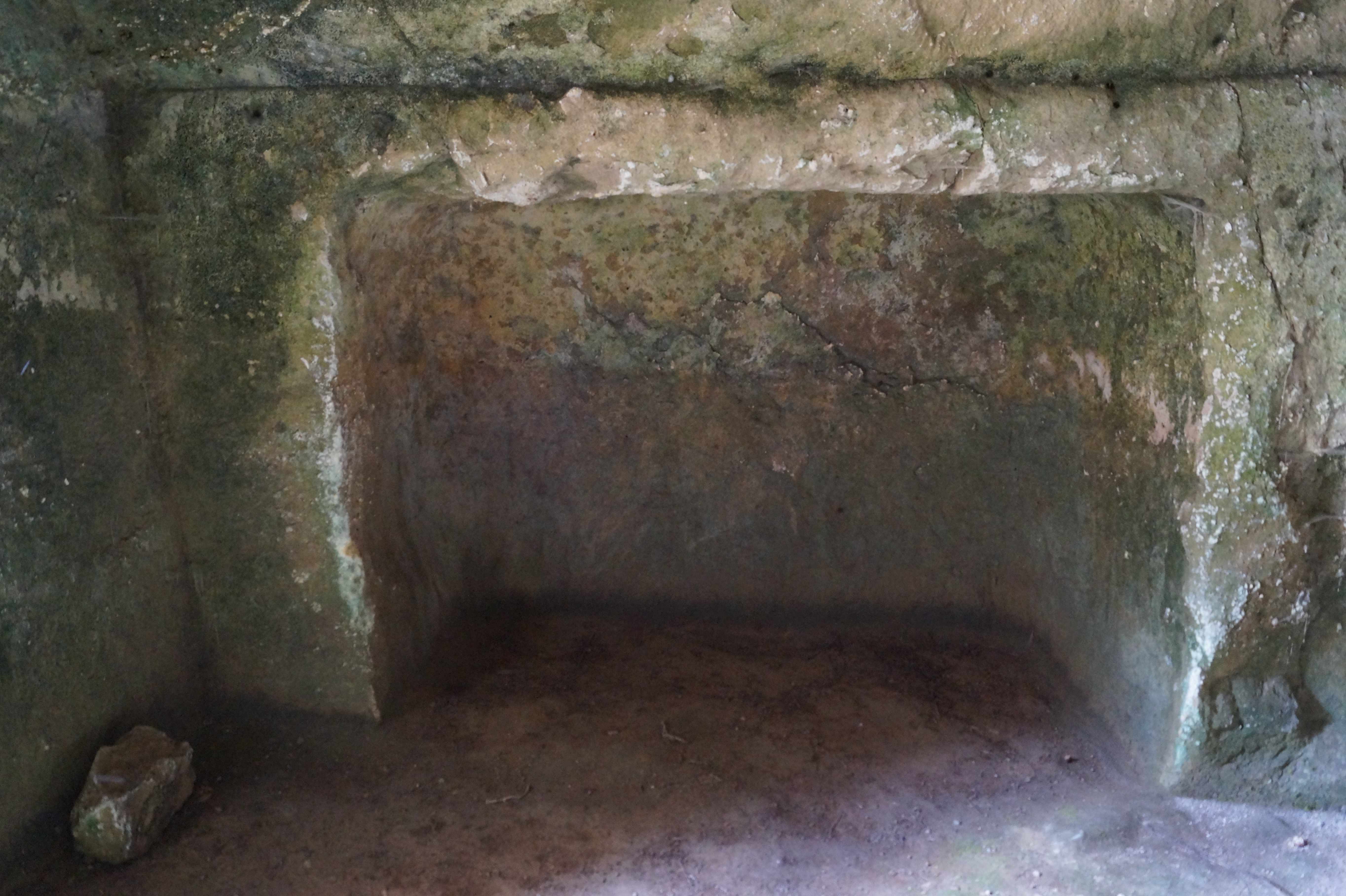
Seitenkammer in Grab 3

Nur zwei Meter östlich beginnt der Dromos von Grab 2. Der Dromos hat eine Länge von 8 m und der Stomion von 1,50 m. Die Grabkammer hat die gleiche Form wie die von Grab 19 ist aber mit 3 × 3,25 m etwas kleiner. Die Grabbeigaben waren Konuli, Steatitperlen in Form von Papyrusdolden, ein linsenförmiges Siegel aus Hämatit auf dem ein Stier, der von einem Löwen attackiert wird, dargestellt ist, ein linsenförmiges Siegel aus Steatit, ein bikonischer Steatitanhänger, eine Pfeilspitze aus Obsidian, ein bemalter und ein unbemalter Krug und ein gedrückt-flacher Alabastron. Die Beigaben belegen eine Nutzungsdauer vom 14. bis zum 13. Jahrhundert v. Chr.

### Grab 3
Weitere 3 m östlich liegt Grab 3, das ins 14.–13. Jahrhundert v. Chr. datiert wird. Es hat einen 8 m und mit etwa 1,50 m sehr breiten Dromos. Durch den etwa 1 m langen Stomion gelangt man in die rechteckige 4 × 6 m messende Kammer. Sie hat eine Giebeldecke mit Firstbalken und im Westen eine bodentiefe Seitenkammer. In der Grabkammer fand man drei kleine Bügelkannen, eine birnenförmige Bügelkanne, ein unbemalter Krug, drei Alabastren, vier Phi-Figuren, zwei Hackmesser aus Bronze, ein Bronzeschwert, eine Pfeilspitze aus Obsidian, Konuli, Steatitperlen in Form von Papyrusdolden und eine bikonische Fayenceperle.

### Grab 104
2017 entdeckte man unter einem Felsvorsprung, der von den Ausgräbern als Feature 57 bezeichnet wurde, westlich von Grab 3 ein unberaubtes Kammergrab. Es befand sich unter einer 3 m dicken Ablagerung, die sich von der Eisenzeit bis heute dort angesammelt hatte und so entging es der Beraubung durch Grabräuber. Es hat einen kurzen, breiten Dromos und die Grabkammer hatte eine elliptische Form mit einem maximalen Durchmesser von 6 m. In den Boden der Kammer waren vier Grabschächte gegraben, die mit monolithischen Platten abgedeckt waren. In den Grabschächten konnte man mindestens sechs Begräbnisse feststellen. Sie datieren in die frühmykenische Zeit (1650–1400 v. Chr.) und sind somit die ältesten des ganzen Friedhofs. Grab 104 erinnert eher an ein mykenisches Tholosgrab. Zwischen 1400 und 1200 v. Chr. wurde das Grab weiter verwendet, wobei die Toten auf dem Kammerboden abgelegt wurden und die Grabbeigaben nur sehr einfach waren. Irgendwann nach 1200 v. Chr. ist die Decke der Kammer eingestürzt.
Im westlichen Grabschacht fand man eine Kriegerbestattung mit verschiedenen Waffen wie Bronzemesser, Dolche, Schwerter und Werkzeuge – zwei davon mit Goldgriffen. Weitere Grabbeigaben waren Pfeilspitzen aus Bronze, Obsidian und Feuerstein, Schmuck, Perlen aus verschiedenen Materialien, Bronzenadeln und Siegelsteine. In dem östlichen Grabschacht fand man einen mit Gips überzogenen Opfertisch, der Brandspuren aufwies, vier kleine Vase, ebenfalls mit Brandspuren, ein Gefäß aus Elfenbein und ein linsenförmiges Siegel, das eine Kuh, die ihr Kälbchen säugt, zeigt. In der Grabkammer fand man etwa 50 Gefäße. Darunter befanden sich auch drei große Vorratsgefäße im Palaststil (etwa 1500 v. Chr.). Zwei der Vorratsgefäße waren, nachdem sie zerbrochen waren, mit Bleiklammern repariert worden.

### Grab 102
Östlich von Grab 104 befindet sich ein Kammergrab, das seit 2007 mehrmals von Grabräubern geöffnet und beraubt wurde. Hierfür hatte man nur den oberen Teil der Steine mit denen der Stomion verschlossen war entfernt. Es hat eine kleine quadratische Grabkammer, in der man nur einen Toten fand. Möglicherweise war das kleine Grab, das aus der spätmykenischen Zeit (1350–1200 v. Chr.) stammt, nur für ein Begräbnis bestimmt und enthielt kaum Grabbeigaben. Durch das illegale Betreten wird der tatsächliche Sachverhalt jedoch nie geklärt werden können.

### Grab 103
Grab 103 entdeckte man ebenfalls im unteren Friedhof. Es wurde teilweise gestört, aber man fand jedoch auch ungestörte Begräbnisse. Das Grab stammt aus der Übergangszeit als man von Schacht- zu Kammergräbern überging. Es war lange in Verwendung (SH II bis SH III B; etwa 1500–1200 v. Chr.) und selbst in Geometrischer und archaischen Zeit sind Aktivitäten in dem Grab nachzuweisen.
Der Dromos ist etwa 10 m lang und durch einen kurzen Stomion gelangte man in eine 4,74 m breite, etwa 4 m tiefe und 2,30 m hohe Grabkammer. In der Mitte fand man einen großen Grabschacht von 1,05 m Breite und 2,50 m Länge. Die frühesten Begräbnisse stammten aus LH I–II A (etwa 1600–1450 v. Chr.). Zwei Tote waren am Boden des Schachtes in Rückenlage ausgestreckt abgelegt worden. Einer lag mit dem Kopf nach Süden und der andere mit dem Kopf nach Norden. In dem Schacht direkt über diesen wurden ein Mann und eine Frau beigesetzt. Die Frau trug eine Halskette aus gelben und blauen Glasperlen. Der Mann, der offensichtlich durch stumpfe Gewalt starb, wie eine Fraktur an der Stirn zeigt, hatte als Grabbeigaben ein Bronzeschwert und ein Siegel aus Karneol. Bei ihren Füßen lagen Waffen, eine Waagschale, ein sehr großer Spiegel und Keramikgefäße. Diese Art der Bestattung entspricht noch nicht der späteren Praxis, bei der die Toten auf dem Kammerboden abgelegt wurden, sondern der Beisetzung in Schachtgräbern wie zum Beispiel im Gräberrund A in Mykene. Nach LH II B wurde der Schacht bis kurz über dem Paar ausgeräumt und der Inhalt in der Kammer und in Schächte im Dromos verteilt.
In der Folge scheinen die Toten auf dem Kammerboden abgelegt worden zu sein. Nach dem kompletten Zerfall der Toten wurden die Knochen zusammen mit den Beigaben in den Grabschacht verbracht. Andere Begräbnisse wurde vor der Rückwand aufeinander gehäuft um so Platz für die weiteren Bestattungen zu schaffen. Auch im Westen des Grabes fand man einen kleinen Grabschacht von 0,50 × 1 m. In diesen hatte man die Überreste von zwei Frauen verbracht. Die ältere der beiden war anscheinend durch einen Schlag gegen den Hinterkopf gestorben. Als einzige Beigabe fand man eine Kelle aus Ton aus LH III A1 (1400–1375 v. Chr.), die absichtlich zerbrochen wurde. Möglicherweise wurde sie dazu verwendet, um mit Parfüm den Verwesungsgeruch zu kaschieren. Danach wurde der Grabschacht mit Steinplatten abgedeckt.
Das letzte Begräbnis entdeckte man etwa in der Mitte der Grabkammer. Es war auf dem Boden der Kammer in Rückenlage ausgestreckt mit den Kopf im Norden abgelegt worden. In der geometrischen Zeit war im Bereich des Oberkörpers ein kleiner Herd errichtet worden, so dass nur noch der Unterkörper an Ort und Stelle vorgefunden wurde. Bei dem Körper wurde ein Amphoriskos aus LH III B2 (1250–1200 v. Chr.) gefunden und liefert einen Terminus ante quem für die Nutzung als Grabkammer. Um den Körper waren Konuli aus verschiedenen Gesteinsarten angeordnet. Wegen dieser Anordnung wurde vermutet, dass die Konuli als Gewichte für die Kleidung oder ein Leichentuch dienten und so der Tote verborgen wurde. Drei Bügelkannen waren im Halbkreis um den Toten abgestellt worden und ein kleiner Alabastron stand zwischen den Beinen. Diese waren vielleicht mit wohlriechenden Essenzen gefüllt und sollten den Verwesungsgeruch überdecken. Nach der Interpretation von Lynne A. Kvapil und Kim Shelton galt die Zeit des Zerfalls des Körpers als Übergang vom Leben in den Tod. War der Körper zerfallen so war dieser Prozess abgeschlossen und die Knochen konnten beseitigt werden.

### Grab 100
2015 entdeckte man südlich von Grab 17 im mittleren Friedhof ein eingestürztes Kammergrab. Die Ausgrabungen wurden 2016 abgeschlossen. Das Grab war bereits von Grabräubern geplündert worden. In dem Kammerboden fand man jedoch drei ungeplünderte Grabschächte mit sieben Beisetzungen. Hier wurden seit SH II (um 1500 v. Chr.) Tote beigesetzt.

### Grab 101
Ab 2016 wurde zu Grab 100 benachbarte Grab ausgegraben und zunächst der Dromos und Stomion freigelegt.

### Grab 105
2019 meldete man den Fund von ungeplünderten Grabs 105. Es wurde etwa 6 m südlich von Grab 17 entdeckt. Der Dromos ist etwa 4,50 m lang und der Stomion war noch vollständig mit einer Mauer verschlossen. In der intakten Grabkammer entdeckte man zwei primäre Bestattungen und Knochen von 14 weiteren Individuen. In dem Grab fand man vier Bügelkannen, ein Prochos, Konuli und Tonfiguren. Anhand der Beigaben kann das Grab in die Mykenische Palastzeit (SH III; etwa 1400–1200 v. Chr.) datiert werden.

### Grab 106
Etwa 6 m östlich von Grab 105 legte man 2019 ein weiteres Grab frei. Sein dromos ist etwa 5,50 m lang. Die eingestürzte Grabkammer hat eine ellipsoide Form und einen maximalen Durchmesser von 6,20 m. Da es unter eisenzeitlichen und byzantinischen Ablagerungen verborgen war, wurde es nicht von Grabräubern entdeckt. Im Grab fand man neun primäre und auf dem Kammerboden und in Grabschächten weitere sekundäre Bestattungen. Es wurde vom 15. bis zum 13. Jahrhundert v. Chr. für Bestattungen verwendet. Als Grabbeigaben fand man neben Keramikgefäßen Tonfiguren und Konuli.

### Grab 14
Grab 14 besteht nur aus einem Dromos mit Scheintür. Es liegt etwas abseits 60 m nördlich von Grab 13. In dem Dromos fand man ein Pferdeskelett und die Unterkiefer von 14 weiteren Pferden. Dieser Opferritus erinnert an die Praxis, wie man sie im Kuppelgrab A des Friedhofs von Fourni auf Kreta nachgewiesen hat.